# الک بی. فرانسیس
الک بی. فرانسیس (انگلیسی: Alec B. Francis؛ ‏ ۲ دسامبر ۱۸۶۷ – ۶ ژوئیهٔ ۱۹۳۴) بازیگر سینمای صامت اهل انگلستان بود.
از فیلم‌ها یا برنامه‌های تلویزیونی که وی در آن نقش داشته‌است می‌توان به پاها به جلو، ارواسمیت، آلیس در سرزمین عجایب، ۳ مرد بد، متشکرم، کمیل، دایره، رابین‌هود، و ترور اشاره کرد.